# Аверкий (Авдела)
Аверкий (на румънски: Părintele Averchie) е арумънски монах, един от първите дейци на румънската пропаганда сред арумъните и мъгленорумъните.

## Биография
Роден е в 1806 година със светското име Атанасие Ячиу Буда (Atanasie Iaciu Buda) във влашкото пиндско село Авдела, което тогава е в Османската империя, днес в Гърция, в семейството на Яни Ячиу Буда и Анастасия Буда. Баща му по времето на Али паша Янински е кмет на Авдела. Учи в началното училище в родното си село. Когато е на 14 години, умират и двамата му родители и той заминава за Света гора, където се замонашва под името Аверкий. Става архимандрит, ръководи монашеската общност на атонския манастир „Свети Павел“, игумен е на Ивирон, представител на румънските манастири в Солун и Цариград. Три пъти посещава Божи гроб. На Атон е известен като Аверкиос Влахос (Αβέρκιος Βλάχος), заради арумънския си произход.
През 1849 – 1850 година Кристиан Теи, един от участниците в революцията във Влашко от 1848 г., избягал на Хиос, предприема пътуване до Света гора, където се среща с Аверкие. След съединението на Влашко и Молдова Цариградската патриаршия го изпраща в обединеното княжество, за да предотврати секуларизацията на манастирите. През 1862 г. на военен парад в Котрочени възкликва „И аз съм арумънин“. Монасите от Ивирон настояват за отстраняването му. След завръщането му е обвинен в измяна. Напуска Света гора и през Авдела и Търново се установява в Румъния.
Участва в създаването на македонорумъското училище в Букурещ, създадено за арумъни от Балканите. В 1865 година създава училище с интернат в манастира „Свети Апостоли“ в Букурещ. За периода на съществуването на училището до 1871 г. в него учат 40 деца. В 1871 година учениците от Пинд са прехвърлени в лицеите „Свети Сава“ и „Матей Бесараб“. След затварянето на училището отива в манастира „Раду Вода“ в Букурещ. След 1875 година се оттегля в Тесалия, където умира в манасира „Свети Димитър“ в Гризано.